# Calycogonium rosmarinifolium
Calycogonium rosmarinifolium är en tvåhjärtbladig växtart som beskrevs av August Heinrich Rudolf Grisebach. Calycogonium rosmarinifolium ingår i släktet Calycogonium och familjen Melastomataceae. Utöver nominatformen finns också underarten C. r. brachyphyllum.